# Port lotniczy Taurogi
Port lotniczy Taurogi (kod ICAO: EYTR) – port lotniczy we wsi Girininkai, w parafii Žygaičių, ok. 9 km na zachód od centrum miasta Taurogi. Pas startowy jest wykonany z asfaltu i ma wymiary 400 × 20 m.

## Historia
Port lotniczy Taurogi został otwarty w 1983 roku
Obecnie lotnisko jest miejscem startowania i lądowania samolotów ultralekkich. Jest ono również wykorzystywane przez lokalny klub lotniczy Tauragės.